# (12033) Anselmo
(12033) Anselmo est un astéroïde de la ceinture principale.

## Description
(12033) Anselmo est un astéroïde de la ceinture principale. Il fut découvert le 31 janvier 1997 à Cima Ekar par Maura Tombelli et Ulisse Munari. Il présente une orbite caractérisée par un demi-grand axe de 3,23 UA, une excentricité de 0,11 et une inclinaison de 2,6° par rapport à l'écliptique.

## Compléments